# تایلر بلک‌برن
تایلر بلک‌برن (انگلیسی: Tyler Jordon Blackburn؛ زادهٔ ۱۲ اکتبر ۱۹۸۶) یک هنرپیشه، و خواننده اهل ایالات متحده آمریکا است. وی از سال ۲۰۰۵ میلادی تاکنون مشغول فعالیت بوده‌است.

## گزیده فیلمشناسی
از فیلم‌ها یا برنامه‌های تلویزیونی که وی در آن نقش داشته‌است می‌توان به آثار زیر اشاره کرد.
- روزهای زندگی ما (۲۰۱۰)
- دروغ‌گوهای کوچک زیبا (۲۰۱۱–۲۰۱۷)
- روزول ، نیومکزیکو (2019)

## نگارخانه

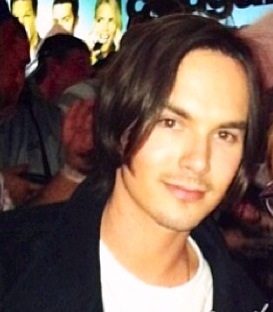